# Хантер, Флойд
Флойд Хантер (англ. Floyd Hunter; 26.02.1912, Ричмонд, Кентукки — 20.03.1992, Сонома, Калифорния) — американский социолог-элитолог. Доктор философии, профессор. Автор нескольких книг.

## Биография
Родился в фермерской семье.
Карьеру соцработника начал в Техасе в ранних 1930-х.
В родном Ричмонде получил степень бакалавра обществоведения. В 1941 году получил степень магистра искусств в Чикагском университете.
После войны на руководящей работе в велфер-агентстве в Атланте.
Поддерживал Прогрессивную партию на выборах в Конгресс в 1948 году. Потерял работу из-за выступления в поддержку кандидата в президенты США от той же партии Генри Уоллеса.
Степень доктора философии по социологии/антропологии получил в 1951 году в Университете Северной Каролины. Его опубликованная диссертация стала самой известной его работой. Затем преподавал в том же университете до 1960 года.
Фулбрайтовский профессор-исследователь в Чилийском университете в 1964 году.
Приглашённый профессор в нескольких университетах, в том числе в Университете Калифорнии и Гарварде.
Женился в 1937 году, четверо детей.